# Livramento (Ponta Delgada)
Livramento (também designada Rosto do Cão) é uma freguesia portuguesa do município de Ponta Delgada,  com 5,57 km² de área e 4307 habitantes (censo de 2021). A sua densidade populacional é 773,2 hab./km².
Tem uma estrada que liga Ponta Delgada a Lagoa. A actividade principal é a agricultura.
Fez parte do lugar de Rosto de Cão, razão pela qual, embora em desuso na linguagem corrente, ainda mantém aquele topónimo na sua designação oficial: Rosto do Cão (Livramento).
Foi desmembrada da freguesia de São Roque a 11 de dezembro de 1838 adquirindo o estatuto de freguesia.

## Demografia
A população registada nos censos foi:
| Distribuição da População por Grupos Etários | Distribuição da População por Grupos Etários | Distribuição da População por Grupos Etários | Distribuição da População por Grupos Etários | Distribuição da População por Grupos Etários |
| -------------------------------------------- | -------------------------------------------- | -------------------------------------------- | -------------------------------------------- | -------------------------------------------- |
| Ano                                          | 0-14 Anos                                    | 15-24 Anos                                   | 25-64 Anos                                   | > 65 Anos                                    |
| 2001                                         | 829                                          | 693                                          | 1695                                         | 272                                          |
| 2011                                         | 834                                          | 625                                          | 2256                                         | 347                                          |
| 2021                                         | 689                                          | 572                                          | 2519                                         | 527                                          |

## Freguesias adjacentes
- São Pedro, oeste e noroeste
- Ponta Delgada (centro), sudoeste